# 呉琴鉄
呉 琴鉄（オ・グムチョル、오금철、1947年2月24日 - ）は、朝鮮民主主義人民共和国の軍人・政治家。朝鮮人民軍大将。朝鮮人民軍空軍司令官、朝鮮人民軍総参謀部副総参謀長を歴任。父は「革命第一世代」の呉白龍、弟は海軍政治副司令官を務めた呉鉄山。
万景台革命学院・金策工業大学を卒業し、空軍に入隊。ソ連空軍アカデミーへの留学経験もある。1984年第7航空師団参謀長（上佐）、1987年4月第3航空戦団副司令官（大佐）、1990年第3航空戦団司令官（少将）、1991年第1航空戦団司令官と空軍内で昇進を重ねた。1992年4月には空軍副司令官（中将）、1995年10月には空軍司令官（上将）となり、2008年4月まで務めた（後任は李炳鉄）。その後、総参謀部副総参謀長。2014年7月大将に昇る。2016年8月に亡命した太永浩駐英公使の夫人は呉琴鉄の娘であると報じられ、同年5月呉琴鉄が党中央委員から候補委員に降格したことをこれに結びつける向きもあった。その後も金正恩の現地指導に随行している。
2010年9月朝鮮労働党中央委員会委員、2016年5月同候補委員。1992年4月最高人民会議第9期代議員、1998年9月第10期代議員、2003年9月第11期代議員、2014年3月第13期代議員。2012年11月国家体育指導委員会委員。趙明禄・金正日・李乙雪の国家葬儀委員会委員。

## 参考資料
1. 1 2 3 4 5 6 7 8 9 10 11 12 13 14 15 16 17 18 19  “북한정보포털”.  大韓民国統一部. 2018年1月21日閲覧。
2. 1 2  “駐英北朝鮮大使が家族もろとも「見せしめ」か…本国から召還命令”. デイリーNKジャパン. (2016年8月25日) 2018年1月21日閲覧。
3. ↑  “北朝鮮　新型の地対空迎撃兵器試射＝正恩氏が立ち会い”. 聯合ニュース. (2017年5月28日) 2018年1月21日閲覧。